# Wang Yu (lekkoatleta)
Wang Yu (chiń. 王宇; pinyin Wáng Yǔ; ur. 18 sierpnia 1991) – chiński lekkoatleta, skoczek wzwyż.

## Osiągnięcia
| Rok  | Impreza                   | Miejsce        | Lokata            | Wynik |
| ---- | ------------------------- | -------------- | ----------------- | ----- |
| 2011 | Uniwersjada               | Shenzhen       | 4. miejsce        | 2,24  |
| 2012 | Halowe mistrzostwa Azji   | Hangzhou       | 4. miejsce        | 2,15  |
| 2013 | Uniwersjada               | Kazań          | 3. miejsce        | 2,28  |
| 2013 | Mistrzostwa świata        | Moskwa         | el. – 19. miejsce | 2,22  |
| 2014 | Halowe mistrzostwa świata | Sopot          | el. – 10. miejsce | 2,25  |
| 2014 | Igrzyska azjatyckie       | Inczon         | 4. miejsce        | 2,25  |
| 2015 | Mistrzostwa Azji          | Wuhan          | 7. miejsce        | 2,15  |
| 2015 | Mistrzostwa świata        | Pekin          | el. – 18. miejsce | 2,26  |
| 2016 | Igrzyska olimpijskie      | Rio de Janeiro | el. – 32. miejsce | 2,22  |
| 2017 | Mistrzostwa świata        | Londyn         | –                 | DNS   |
| 2018 | Halowe mistrzostwa świata | Birmingham     | 6. miejsce        | 2,20  |
| 2019 | Mistrzostwa świata        | Doha           | 10. miejsce       | 2,24  |

Medalista mistrzostw Chin.

## Rekordy życiowe
- Skok wzwyż (stadion) – 2,33 (2013 i 2016)
- Skok wzwyż (hala) – 2,34 (2019) rekord Chin